# マニューリン MR 73
マニューリン MR 73（フランス語: Manurhin MR 73）は、フランスのマニューリン社が1973年に開発した、警察などの法執行機関向けダブルアクション回転式拳銃である。

## 概要
1962年、シャルル・ド・ゴール大統領の元ボディーガードであったレイモン・サシア（Raymond Sasia）がアメリカ合衆国のFBIアカデミーへの留学から帰国したことで、フランスの警察の拳銃術は一気に刷新されることになった。同年には早速、警察庁（国家警察の前身組織）に射撃学校が創設、翌年にはパリ警視庁も続き、1968年にはこれらを統合・増強して国家警察射撃研究センター（Centre national de perfectionnement au tir de la police nationale）が設置された。
当時、拳銃としては.32ACP弾を使用するRr.51およびモーゼルHScが主用されていた。これに対し、サシアは当時のアメリカ連邦捜査局（FBI）の趨勢に忠実に、ダブルアクション・リボルバーを推奨しており、スミス&ウェッソン（S&W）社と協力して、同社のS&W M19の3インチ銃身モデルを元にした19/3 RSを開発した。
しかし内務省では80,000挺の調達を予定していたことから、国産化が志向されるようになった。これによって開発されたのが本銃であり、1971年より研究が開始され、1974年より試験導入を開始、そして1975年、国家警察の全ての小口径拳銃のMR 73への転換が決定された。
MR73シリーズはフランスの法執行機関の他、旧フランス植民地を中心とした各国で法執行機関向けの拳銃として採用されている。

## 設計
フレームはS&W社のKフレーム（M19など）より大きく、Lフレームよりわずかに小さい。鋼はホウ化処理されており、銃身寿命は300,000発という驚異的な値とされている。マニューリン社の博物館にはGIGNが使用した銃が展示されており、標準的な.357マグナム弾96,000発を発砲した実績があるとされているが、これはS&W社の拳銃ではありえない値である。
製造には削り出し加工を用いるため、25 mの距離で20 mmの幅にまとまる集弾性能を発揮できるように部品の精度が高く仕上げも良いが、高価格になっている。
基本となる「ディファンス(Defense)」「ポリス(police)」は2.5インチ(63.5 mm)、3インチ(76.2 mm)、4インチ(101.6 mm)銃身、国家憲兵隊治安介入部隊（GIGN）向けの「ジャンダルムリ(Gendarmerie)」は3インチおよび8インチ(203.2 mm)銃身とされる。8インチ銃身型は二脚とスコープを取り付けて使用され、200メートルまでの射撃が可能となる。また、一般市販向けの「スポルト(Sport)」は4インチ、5.25インチ(133.35 mm)、6インチ(152.4 mm)銃身があり、射撃用としてシルエットの取りやすいパートリッジ・フロント・サイトを装備している。なお、公的機関向けモデルではあるが「ジャンダルムリ」も一般市販されている。

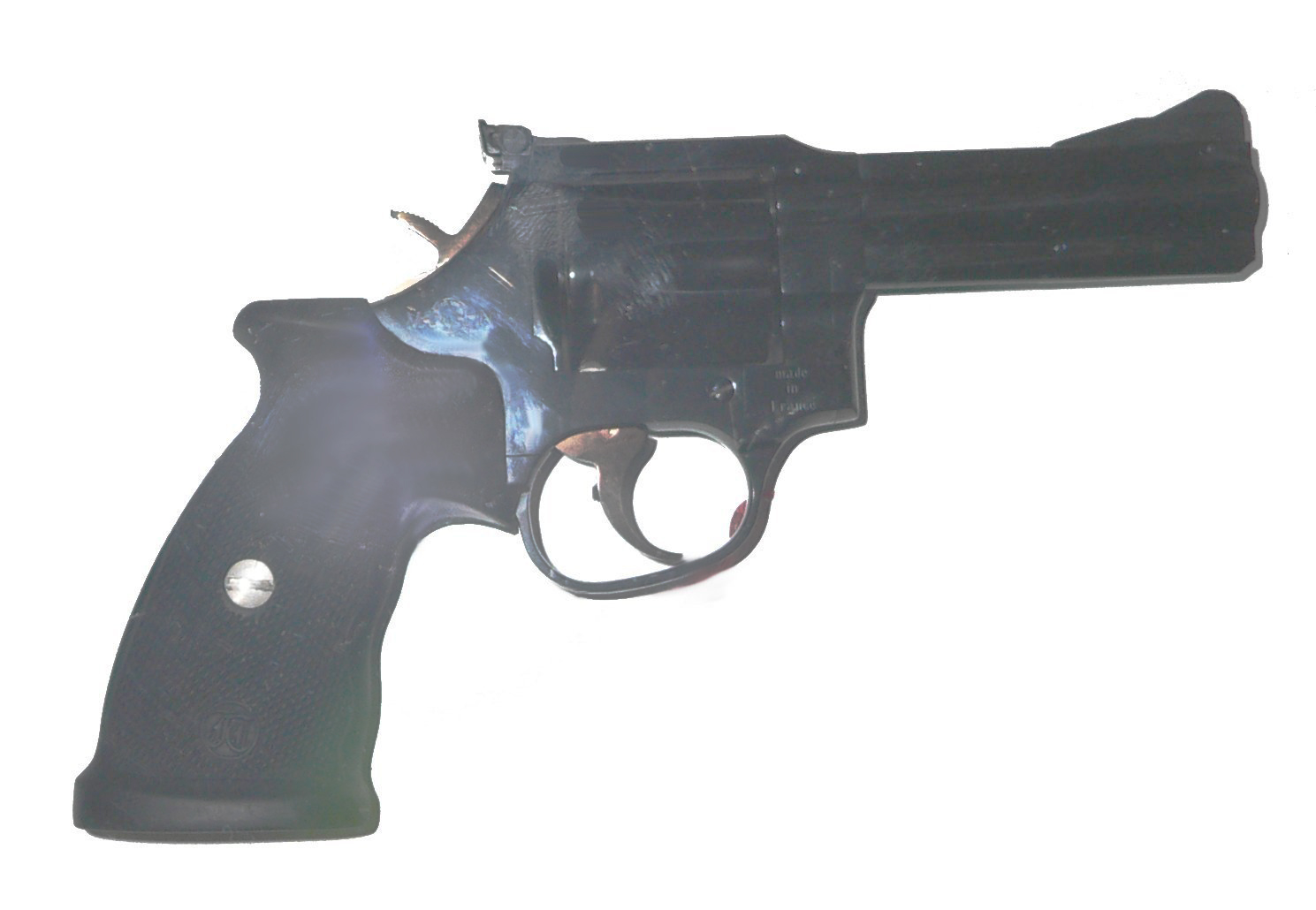
MR73"Gendarmerie" 3インチ銃身モデル
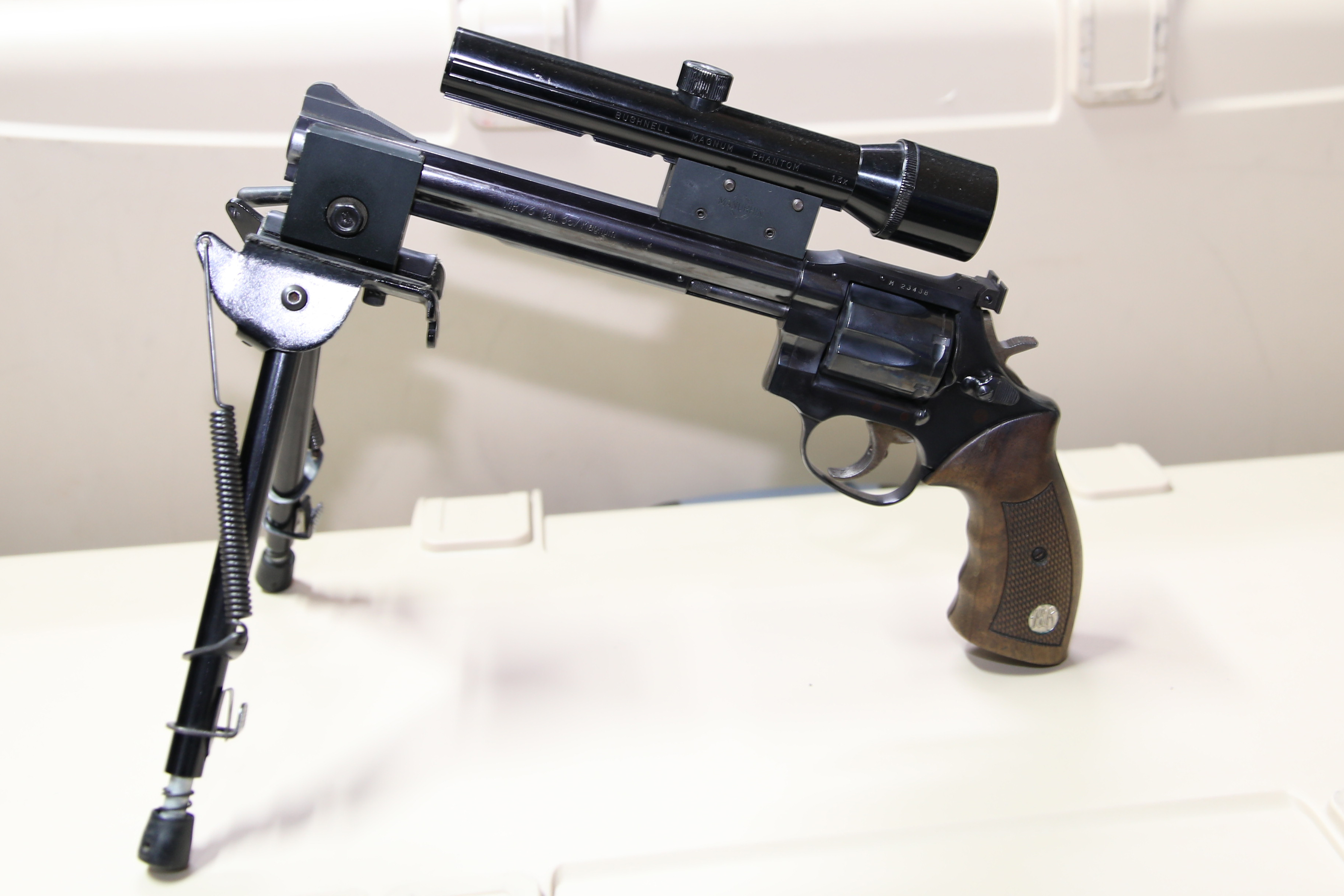
MR73"Gendarmerie" 8インチ銃身の近距離狙撃モデル

高い命中精度を活かし、1985年には.22 LR弾（MR22）や.32 S&W Long弾（32 Match / MR32 Match）、.38 Special弾（MR38、MR38 Match）使用する各種の射撃競技用モデルも開発された。また、リムレス弾に対応した専用の回転弾倉もしくはムーンクリップを用いて9x19mmパラベラム弾を使用できるモデル（MR73 Cal.9x19）も存在する。

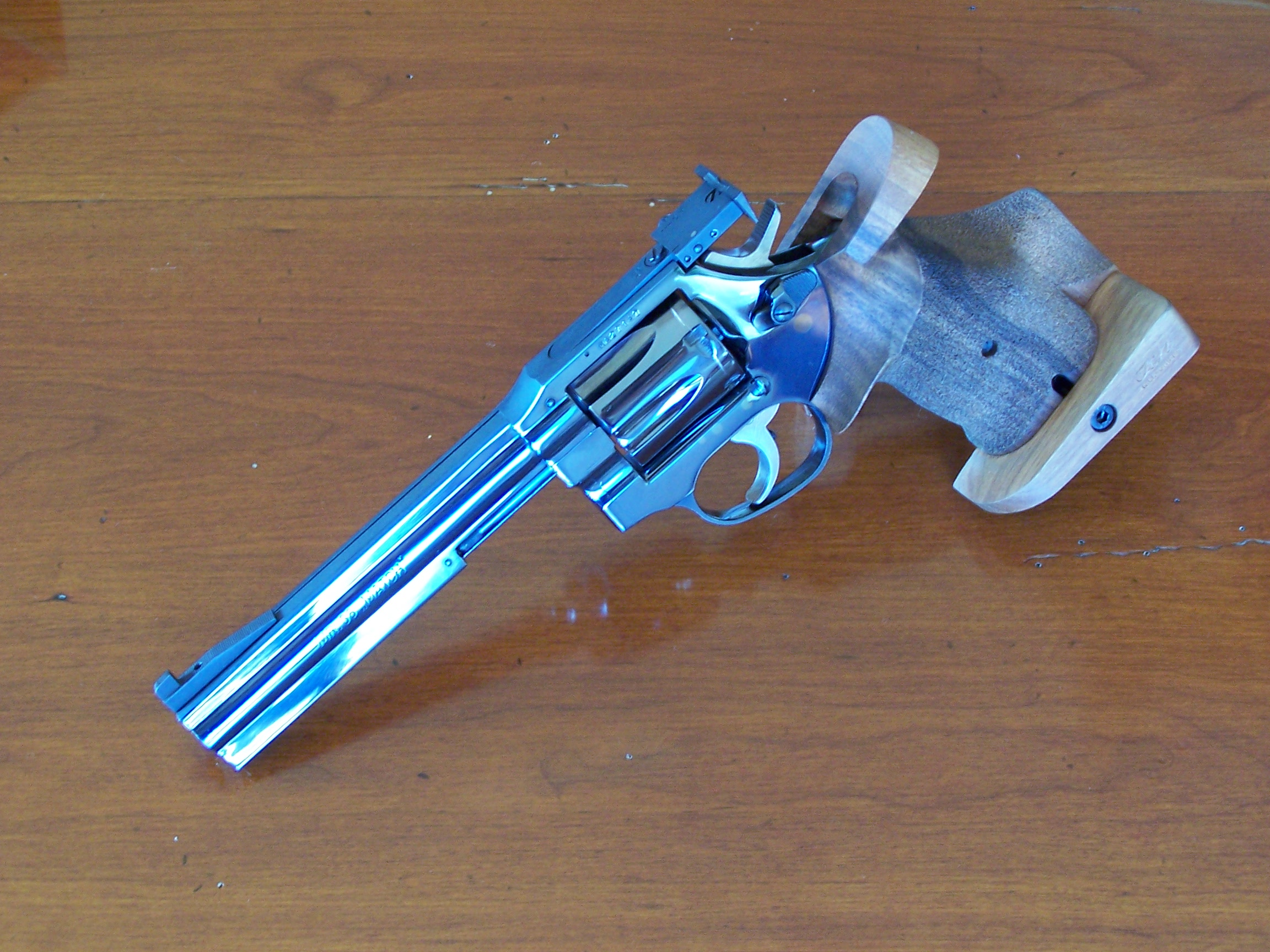
MR38 Match

## その他
マニューリン社が製造するMR73系フレーム以外の回転式拳銃には以下のものがある。
MR88
SPECIAL POLICE F1 / X1
MR93
MR96

## 登場作品

### 映画
- 『フランス特殊部隊 GIGN』
- 『やがて復讐という名の雨』（原題：MR73）

### 小説
- 『バイター』（五十嵐貴久）